# Краснов Ігор Вікторович
 Ігор Вікторович Краснов  (нар. 24 грудня 1975 року, Архангельськ, РРФСР) — російський державний діяч, юрист. Генеральний прокурор Російської Федерації з 22 січня 2020 року. Член Ради Безпеки Російської Федерації з 3 лютого 2020 року. Дійсний державний радник юстиції (2020).
Заступник голови Слідчого комітету Російської Федерації (з 30 квітня 2016 по 22 січня 2020 року).

## Життєпис
Народився 24 грудня 1975 року, в Архангельську, РРФСР.
Закінчив Поморський університет ім. Ломоносова (Північний федеральний університет). В органах прокуратури РФ з 1997 року.
З 2006 по 2007 рік — слідчий центрального апарату Генпрокуратури РФ.
У 2007 році перейшов в Слідчий комітет при прокуратурі Російської Федерації, був старшим слідчим з особливо важливих справ при голові Слідчого комітету.
Після утворення в 2011 році Слідчого комітету — в центральному апараті СКР.
30 квітня 2016 року Краснов призначений заступником голови Слідчого комітету Російської Федерації.
Указом Президента Російської Федерації звання генерал-майора юстиції присвоєно у 2012 році, генерал-лейтенанта юстиції — в 2017 році.
22 січня 2020 року Рада Федерації призначила Ігоря Краснова на посаду Генерального прокурора Росії.
3 лютого 2020 року Путін присвоїв Краснову чин дійсного державного радника юстиції.

### Розслідування
Розслідував ряд резонансних кримінальних справ, серед яких: вбивство Станіслава Маркелова і Анастасії Бабурової 2009 року, вбивство судді Московського міського суду Едуарда Чувашова, вбивство чемпіона світу з тайського боксу Мусліма Абдуллаєва.
28 лютого 2015 року Краснов очолив слідчу групу у справі про вбивство Бориса Нємцова. Очолював слідчу групу, яка розслідувала злочин, вчинений «Бєлгородським стрільцем», Сергієм Помазуном.
Вів розслідування справи екс-полковника МВС РФ Дмитра Захарченка. З вересня 2014 по березень 2015 року розслідував розкрадання грошових коштів, виділених на будівництво космодрому «Східний».

## Санкції
Ігор Краснов, як член Ради безпеки Росії, підтримав негайне визнання Росією двох самопроголошених республік. Ігор Краснов несе відповідальність і активно підтримує дії, що підривають територіальну цілісність, суверенітет і незалежність України. Ігор Краснов є підсанкційною особою багатьох краї світу.

## Нагороди
- Медаль ордена «За заслуги перед Вітчизною» II ступеня (2011)[12].
- Почесна грамота Президента Російської Федерації (2014)[13].